# 아타 주르트
아타 주르트(키르기스어: Ата-журт)는 키르기스스탄의 옛 키르기스스탄 민족주의, 보수주의 정당이다. 아타 주르트는 키르기스어로 "조국"을 뜻한다.
2006년 11월 14일에 창당되었으며 쿠르만베크 바키예프 정부에서 비상사태부 장관을 역임했던 캄치베크 타시예프가 당 대표를 맡았다. 2010년 키르기스스탄 혁명을 계기로 쿠르만베크 바키예프 대통령이 축출된 이후에는 대통령의 권한 강화를 주장하면서 로자 오툰바예바 과도 정부와 대립했고 2010년 키르기스스탄 총선거에서 키르기스스탄 의회 전체 120석 가운데 28석을 획득하면서 원내 제1당으로 부상하게 된다.
2011년 10월에 실시된 키르기스스탄 대통령 선거에서는 캄치베크 타시예프 대표가 아타 주르트 소속 후보로 출마했지만 3위를 기록하면서 낙선했다. 2014년에 레스푸블리카와의 합당을 통해 레스푸블리카-아타 주르트로 개편되면서 소멸되었다.